# Football Club Levadia 2016
Questa voce raccoglie le informazioni riguardanti il Football Club Levadia Tallinn nelle competizioni ufficiali della stagione 2016.

## Stagione
- In campionato il Levadia Tallinn termina al secondo posto (78 punti) dietro all'Infonet (80) e davanti a Kalju Nõmme (75) e Flora Tallinn (73).
- In coppa nazionale viene eliminato agli ottavi di finale dall'Infonet (2-1).
- In Europa League supera il primo turno battendo i faroesi dello HB Tórshavn (3-1 complessivo), poi viene eliminato al secondo turno dai cechi dello Slavia Praga (3-3 con gol in trasferta a sfavore).

## Maglie e sponsor
La divisa casalinga era composta da una maglia verde (della classica sfumatura tendente al verde smeraldo) con colletto e inserti bianchi sulle maniche, pantaloncini bianchi e calzettoni verdi. Quella da trasferta era invece composta da una maglia bianca con colletto e inserti neri sulle maniche, pantaloncini bianchi e calzettoni neri.
| Casa | Trasferta |

## Rosa
| N. |                    | Ruolo | Calciatore     |
| -- | ------------------ | ----- | -------------- |
| 1  | Ucraina (bandiera) | P     | Roman Smiško   |
| 2  | Estonia (bandiera) | D     | Indrek Ojamaa  |
| 3  | Estonia (bandiera) | D     | Raido Kannel   |
| 4  | Camerun (bandiera) | D     | Tabi Manga     |
| 5  | Estonia (bandiera) | C     | Gregor Aru     |
| 6  | Estonia (bandiera) | C     | Ilja Antonov   |
| 7  | Estonia (bandiera) | C     | Pavel Marin    |
| 9  | Camerun (bandiera) | C     | Marcelin Gando |
| 10 | Estonia (bandiera) | C     | Rasmus Peetson |
| 11 | Estonia (bandiera) | A     | Ingemar Teever |
| 12 | Estonia (bandiera) | P     | Sergei Lepmets |

| N. |                    | Ruolo | Calciatore           |
| -- | ------------------ | ----- | -------------------- |
| 15 | Estonia (bandiera) | C     | Daniil Ratnikov      |
| 16 | Estonia (bandiera) | A     | Kevin Kauber         |
| 21 | Russia (bandiera)  | C     | Anton Mirančuk       |
| 23 | Estonia (bandiera) | C     | Marek Kaljumäe       |
| 25 | Estonia (bandiera) | D     | Maksim Podholjuzin   |
| 26 | Estonia (bandiera) | D     | Igor Morozov         |
| 27 | Estonia (bandiera) | C     | Andreas Raudsepp     |
| 28 | Estonia (bandiera) | A     | Rimo Hunt (capitano) |
| 30 | Estonia (bandiera) | P     | Priit Pikker         |
| 81 | Russia (bandiera)  | A     | Alan Gatagov         |
| 99 | Russia (bandiera)  | A     | Evgenij Kobzar'      |